# Jameson Raid

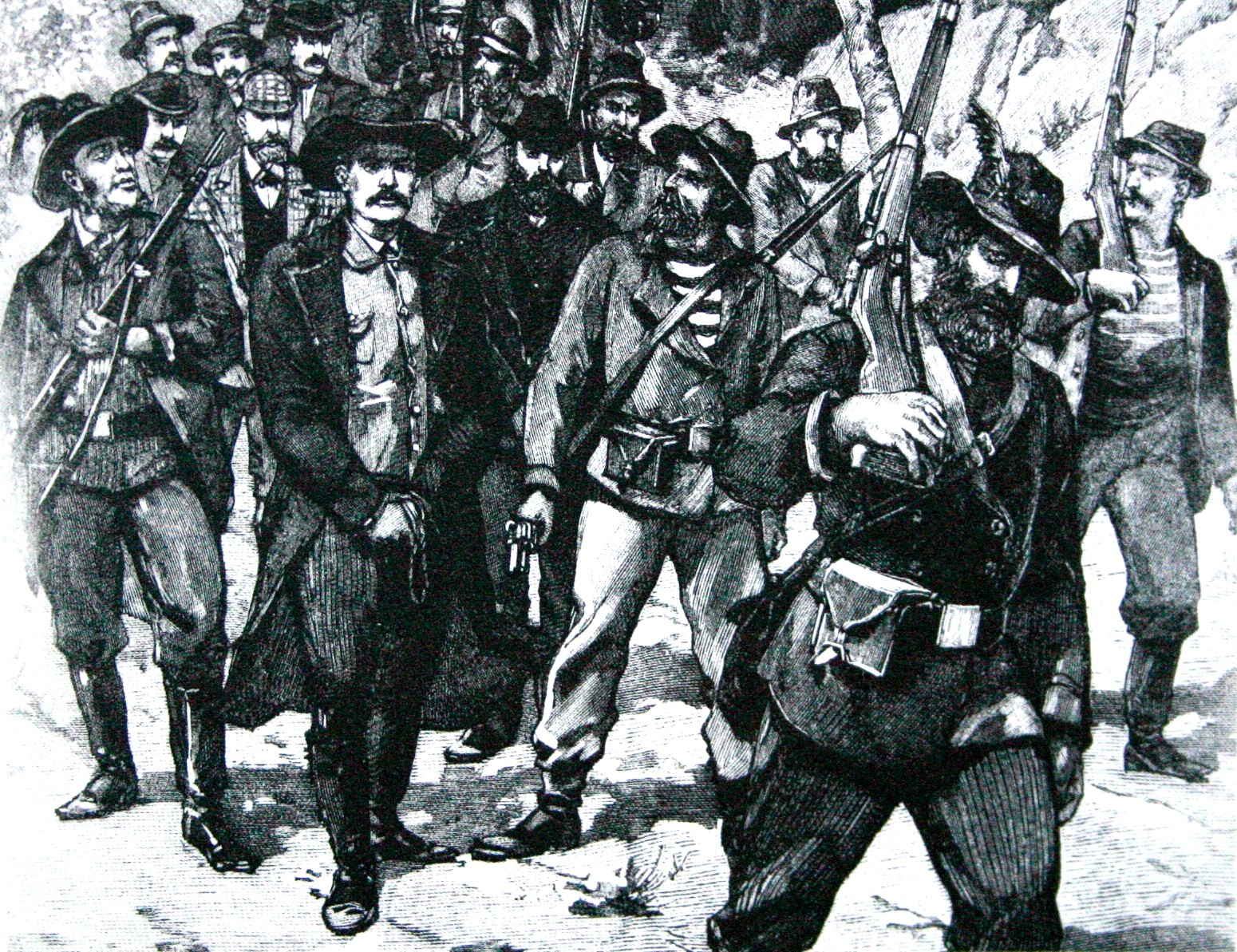
Arresto de Leander Starr Jameson en el Jameson Raid.

La Incursión de Jameson o Jameson Raid (del 29 de diciembre de 1895 al 2 de enero de 1896) fue una incursión en la República de Transvaal entonces gobernada por  Paul Kruger realizada por Leander Starr Jameson y sus policías de Rodesia y Bechuanalandia durante el fin de semana del Año Nuevo de 1895-96. Fue un intento de provocar un levantamiento de los trabajadores expatriados, principalmente británicos, (conocidos como uitlanders) en Transvaal, pero falló en conseguirlo. La incursión fue ineficaz y no ocurrió ningún levantamiento, pero hizo mucho para causar la Segunda Guerra Anglo-Bóer y la Segunda Guerra Matabele.

## Origen
A finales del siglo diecinueve Sudáfrica no era una sola y unida nación, sino que se encontraba dividida en cuatro entidades distintas - dos colonias británicas: la Colonia del Cabo y Natal, y dos repúblicas bóer: el Estado Libre de Orange y la República Sudafricana (referida más comúnmente como el Transvaal).

### Fundación de las Colonias y Repúblicas
El Cabo, más expresamente la pequeña área alrededor de la Ciudad del Cabo de nuestros día, fue la primera parte de Sudáfrica en ser poblada, llegando los primeros inmigrantes en 1652. Estos pobladores fueron transportados por, y permanecieron bajo el control de, la Compañía de las Indias Orientales Holandesa. Su gradual consolidación y extensión hacia el este ocurrieron durante los siguientes ciento cincuenta años, sin embargo en los albores del siglo diecinueve el poder holandés había menguado considerablemente. En 1806 el control del Cabo fue asumido por Gran Bretaña, a fin de impedir que el territorio cayera en las manos de Napoleón y para asegurar el control de las cruciales rutas de comercio con el Lejano Oriente.
La antipatía hacia el control británico y la introducción de nuevos sistemas e instituciones creció entre una parte sustancial de la comunidad Bóer. Una de las causas primarias de la fricción fue la actitud de las autoridades británicas hacia la esclavitud en la colonia. En 1828 las autoridades británicas aprobaron la legislación que garantiza para todos el tratamiento igual conforme a la ley, sin tener en cuenta la raza. En 1830 una nueva ordenanza impuso pesadas penas para el tratamiento severo de los esclavos. Estas medidas polémicas fueron pronto seguidas por la emancipación indiscriminada en 1834. Cada una de estas ordenanzas provocó la ira de los bóeres hacia el gobierno. Además, la inadecuada compensación concedida a dueños de esclavos, y las sospechas engendradas por el método de pago, causaron mucho resentimiento. Este resentimiento culminó en la migración en masa de sustanciales cantidades de bóeres (conocidos como voortrekkers, ‘pioneros’) hacia la frontera hasta ahora inexplorada, con la esperanza de quedar fuera del control de la ley británica. Este fue el llamado Gran Trek.
Este sentimiento antibritánico no era de ningún modo universal; en el Cabo Occidental muy pocos se sintieron obligados a mudarse. En rigor fueron los agricultores fronterizos en el Este, conocidos como trekboers, aquellos que siempre estaban a la vanguardia de la extensión de la colonia hacia el este, quienes decidieron el dificultoso viaje hacia lejanas tierras. Estos emigrantes, o voortrekkers como se hicieron conocidos, primero se desplazaron hacia el este, al territorio más tarde conocido como Natal. Aquí, en 1839, fundaron la República Natalia como una nueva patria para los bóeres. Otros grupos voortrekker se trasladaron hacia el norte, estableciéndose más allá de los ríos Orange y Vaal. Gran Bretaña estaba poco dispuesta a ver súbditos británicos desplazándose fuera de su control, así la República Natalia fue anexada en 1843, convirtiéndose en la Colonia de la Corona de Natal. Después de 1843 sin embargo, la política del gobierno británica varió fuertemente en contra de toda extensión ulterior en Sudáfrica. Después de algunas tentativas abortadas de anexar los territorios del norte, su independencia fue reconocida finalmente por las convenciones del Río Sand de 1852 y del Río Orange de 1854, reconociendo al Transvaal y al Estado Libre de Orange, respectivamente.

### Economía
A pesar de estas divisiones políticas, los cuatro territorios estaban fuertemente unidos - cada uno había sido, después de todo, poblado por emigrantes del Cabo. El Cabo, como el estado más grande y más antiguo de Sudáfrica, era económica, cultural y socialmente dominante; por comparación, la población de Natal y las dos repúblicas Bóer consistía en poco más que granjeros pastoriles, viviendo a duras penas de la tierra.
Esta bastante simple dinámica agrícola se contrarió en 1870, cuando los enormes campos de diamante fueron descubiertos en Griqualandia Occidental, alrededor del Kimberley de nuestros días. Esta área había estado tradicionalmente bajo las autoridades del Estado Libre de Orange, sin embargo el gobierno del Cabo, con la ayuda del gobierno británico, exitosamente atrajo el territorio, y su enorme riqueza mineral, bajo su control.

### La sublevación del Loch
Con aproximadamente 30.000 votantes masculinos blancos bóer y unos potencialmente 60.000 Uitlander (varones blancos) , el gobierno bóer había aprobado leyes para restringir sus libertades políticas. Esto había dado lugar a un considerable descontento entre los Uitlanders, haciéndose preparativos para derrocar el gobierno bóer. El objetivo de la incursión era alcanzar Johannesburgo y apoyar la sublevación que ocurriría al mismo tiempo. La incursión fue planeada por Cecil Rhodes a mediados de 1895 pero pronto sufrió retrasos.
Como parte del plan, una fuerza había sido emplazada en Pitsani, en la frontera del Transvaal, por orden de Rhodes para poder ofrecer rápidamente ayuda a los Uitlanders cuando se levantaran. La fuerza fue puesta bajo el control de Leander Starr Jameson, el administrador general de Matabelelandia. Entre otros comandantes estaba Raleigh Grey. La fuerza era de alrededor de 600 hombres, cerca de 400 provenientes de la policía montada de Matabelelandia y el resto se ofreció voluntariamente. Fue equipado de rifles, seis ametralladoras Maxim y tres piezas de artillería ligera.

## Inicio de la incursión
Jameson estaba frustrado por las demoras y decidió actuar por su cuenta.
Envió un telegrama a Rhodes alertándolo de sus intenciones. El 29 de diciembre de 1895 las fuerzas de Jameson entraron al Transvaal y se dirigieron a Johannesburgo. El Secretario Colonial británico Joseph Chamberlain, aunque comprensivo de los objetivos últimos de la Incursión, estaba incómodo con los tiempos de la invasión y comentó que "si esto tiene éxito me arruinará. Me acerco a Londres para aplastarlo". Rápidamente viajó por tren a la Oficina Colonial, pidiendo al Gobernador general de la Colonia de Cabo Hércules Robinson rechazara las acciones de Jameson, y advirtió a Rhodes que la Compañía estaría en el peligro si se descubriera que el primer ministro del Cabo estuvo implicado en la Incursión. Chamberlain por lo tanto instruyó a representantes británicos locales que pidieran a los colonos británicos que no ofrecieran ayuda a los invasores (raiders).
La fuerza de Jameson primero encontró resistencia muy temprano el 1 de enero cuando hubo un muy breve intercambio de fuego con un puesto avanzado bóer. Alrededor del mediodía la fuerza de Jameson se encontraba unas veinte millas más lejos, en Krugersdorp, donde una fuerza pequeña de soldados bóeres había bloqueado y cavado el camino a Johannesburgo. La fuerza de Jameson pasó algunas horas intercambiando el con los bóeres, perdiendo varios hombres y muchos caballos en la escaramuza. Hacia la tarde, las fuerzas de Jameson se retiraron y dieron vuelta al sureste procurando flanquear a las fuerzas bóeres. Los bóeres rastrearon el movimiento durante la noche y el 2 de enero cuando la luz mejoró Jameson había alcanzado Doornkop, donde una substancial fuerza bóer con alguna artillería lo esperaba. Los cansados invasores (raiders) de Jameson intercambiaron fuego con los bóeres, perdiendo a alrededor treinta hombres antes de que Jameson se diera cuenta que la posición era desesperada y se entregara al comandante Piet Cronje. Los invasores fueron llevados a Pretoria y encarcelados.

## Secuelas
El gobierno bóer entregó más tarde los hombres a los británicos para su juzgamiento. Los presos fueron devueltos a Londres, y el gobierno del Transvaal recibió una considerable compensación de la Compañía. El doctor Jameson fue enjuiciado en Inglaterra por conducir la incursión; durante ese tiempo fue perseguido como famoso por la prensa y la sociedad de Londres, donde su fracaso fue ampliamente interpretado como una victoria. Jameson fue devuelto a Londres y fue condenado a 15 meses, que cumplió en Holloway. Al gobierno bóer le fue pagado casi 1 millón de libras esterlinas en compensación por la Compañía británica de Sudáfrica.
La incursión de Jameson también mermó a Matabelelandia de muchas de sus tropas y dejó el territorio entero vulnerable. Aprovechando esta debilidad, y el descontento con la Compañía británica de Sudáfrica, los matabele se rebelaron en marzo de 1896, en lo que ahora se celebra en Zimbabue como la primera guerra de la independencia, comenzando la Segunda guerra de los Matabele. Centenares de colonos blancos fueron muertos en las primeras semanas y muchos más morirían durante el año y medio siguiente a manos de los matabele y de los shona. Con pocas tropas para apoyarlos, los colonos tuvieron que construir rápidamente por sí mismos un laager —campamento rodeado de carretas— en el centro de Bulawayo. Contra más de 50 000 matabele conservaron su baluarte de las colinas de Matobo, montando los colonos patrullas bajo figuras legendarias como por ejemplo Frederick Russell Burnham, Robert Baden-Powell y Frederick Selous. No fue hasta octubre de 1897 cuando los matabele entregaron finalmente sus armas.

## Impacto político

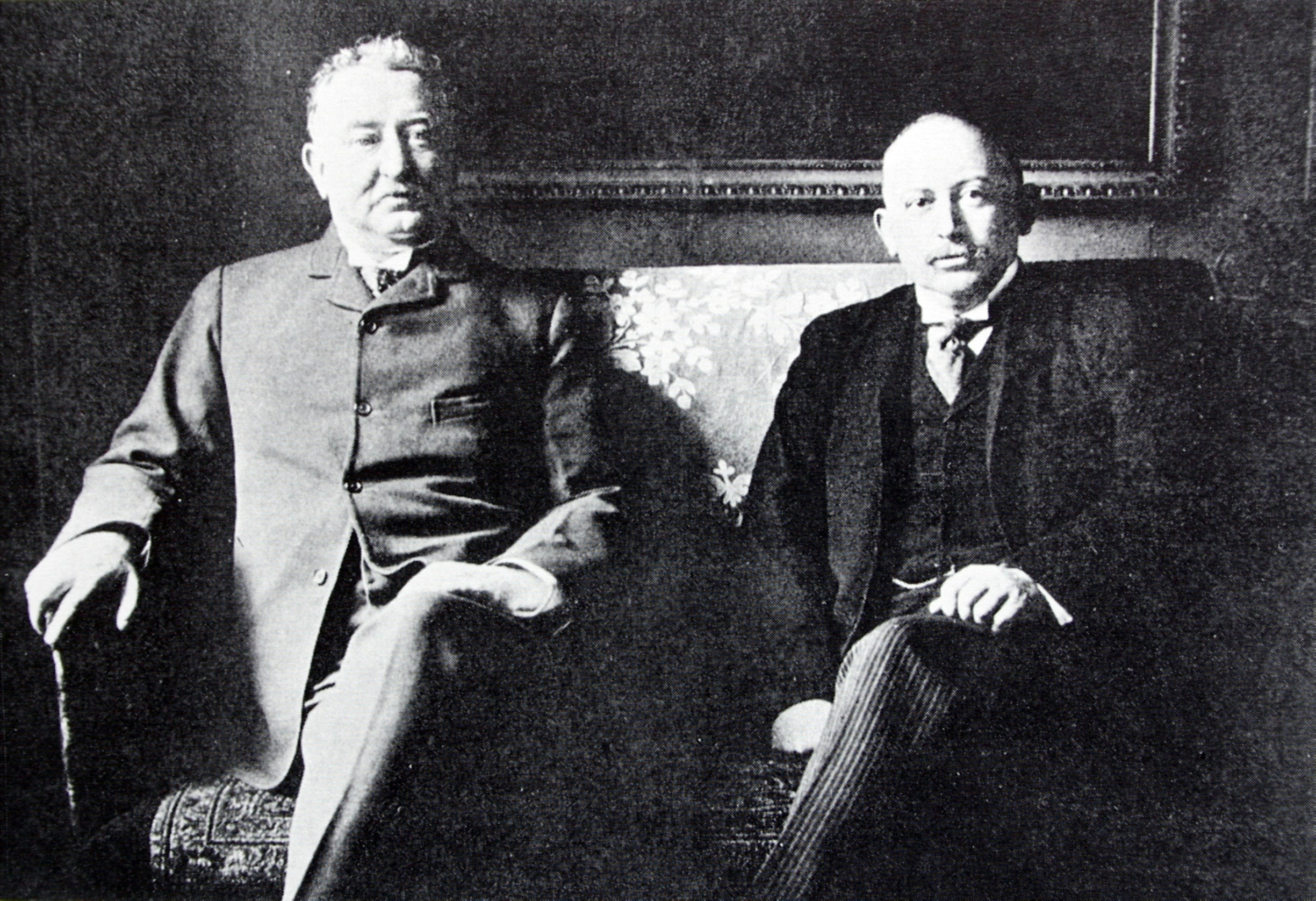
Alfred Beit, Cecil Rhodes, Jameson Raid

Más adelante, Jameson fue primer ministro de la Colonia del Cabo (1904-08) y uno de los fundadores de la Unión de Sudáfrica. Fue hecho baronet en 1911 y regresó a Inglaterra en 1912. A su muerte en 1917, fue enterrado al lado de Cecil Rhodes y los 34 soldados de la Patrulla de Shangani (muertos en 1893 en la Primera guerra de los Matabele) en las colinas Matobo, cerca de Bulawayo. El poema de Rudyard Kipling, Si (If), se lo reputa basado en la vida de Jameson y el sufrimiento que soportó durante la incursión, recordándose la incursión en varias líneas del poema.
Ya que Jameson fue discreto sobre la participación en la Incursión del Gobierno británico y notablemente de Chamberlain, y tomó la culpa del asunto entero sobre sí, parece que las palabras del poema de Kipling, 'Si usted puede conservar su cabeza cuando todos sobre usted / pierden la suya y lo culpan a usted' fueran recordatorios del coraje y la dignidad del silencio de Jameson.

## Efectos sobre las relaciones anglo-bóeres
El asunto llevó las relaciones anglo-bóeres a un peligroso punto bajo y los malos sentimientos fueron posteriormente caldeados por «el telegrama Kruger» del káiser (emperador alemán), Guillermo II, en el que felicitó a Paul Kruger por derrotar la incursión, y también pareció reconocer la República bóer y ofrecer apoyo. El emperador alemán fue percibido como antibritánico, y una carrera armamentista naval había comenzado entre Alemania y Gran Bretaña. Por consiguiente, el telegrama alarmó y enfadó a los británicos.

## Reacciones modernas
Hasta este día, los acontecimientos circundantes a la participación de Leander Starr en la Incursión de Jameson, han resultado algo ajenos con su historia previa, con el resto de su vida y su más tarde exitosa carrera política, permaneciendo un poco enigmáticos para los historiadores. En 2002, la Sociedad Van Riebeeck publicó la Historia Secreta de la Incursión de Jameson y la Crisis sudafricana de Graham Bower, 1895-1902 (Corregido por Deryck Schreuder y Jeffrey Butler, Sociedad Van Riebeeck, Ciudad del Cabo, Segundo No 33 de Serie), añadiendo creciente evidencia histórica que el encarcelamiento y el juicio de los invasores en el momento de su proceso eran injustos, en vista de lo que ha aparecido en el análisis histórico posterior, de haber sido maniobras políticas deliberadas de Joseph Chamberlain y su personal para esconder su propia participación y conocimiento de la Incursión.
En su revisión del relato de Graham Bower, Alan Cousins (2004) anota que «[v]arios temas y preocupaciones importantes surgen de la historia de Bower»... quizás el más conmovedor que del relato de Bower es el hecho de ser un chivo expiatorio después de la incursión: «ya que fue querida una cabeza de turco, quise servir mi país en aquella calidad».
Cousins anota de Bower que «es evidente un sentido muy claro de su código rígido del honor y una convicción de que no solo la unidad, la paz y la felicidad en Sudáfrica, sino también la paz de Europa serían puestas en peligro si él dijera la verdad. Él creyó que, cuando había dado a Rhodes su palabra de no divulgar ciertas conversaciones privadas, tenía que cumplir con ello, mientras al mismo tiempo fue convencido de que sería muy perjudicial a Gran Bretaña si él dijera algo al comité parlamentario que mostrara la participación cercana de Sir Hércules Robinson y Joseph Chamberlain en su poco respetable estímulo de complotar para un levantamiento en Johannesburgo».
Finalmente, Cousins observa que «[...] en sus reflexiones, Bower tiene un juicio particularmente condenatorio de Chamberlain, a quien él acusa de 'mentira descarada' al parlamento, y de la falsificación en lo que tenía importancia en los documentos hechos público para la investigación. En el informe del comité, Bower fue encontrado culpable de complicidad, mientras ni a Chamberlain ni a Robinson se les atribuyó ninguna culpa. Su nombre nunca fue limpiado durante su vida, y Bowers nunca fue rehabilitado a lo que él creyó debería ser su posición apropiada en el servicio colonial: él fue, en efecto, degradado al puesto de secretario colonial en Mauricio. La amargura y el sentido de traición que él sintió surgen muy claramente de sus comentarios».
Las especulaciones acerca de la verdadera naturaleza de la historia entre bastidores del Jameson Raid han continuado por más de una centuria después de los acontecimientos y continúa hasta nuestros días.